# Handball-DDR-Meisterschaft 1959/60
Die Handball-DDR-Meisterschaft 1959/60 wurde sowohl für die Männer als auch für die Frauen in der Halle und auf dem Feld ausgetragen. Bei den Männern und bei den Frauen beteiligten sich in beiden Spielarten jeweils 16 Mannschaften, aufgeteilt in zwei regionalen Staffeln. Meister bei den Männern wurden der SC DHfK Leipzig (Halle) und ASK Vorwärts Berlin (Feld), bei den Frauen setzten sich die BSG Chemie Zeitz (Halle) und der SC Fortschritt Weißenfels (Feld) durch.

## Hallenhandball (Männer)

### Punktspiele
| Pl. | Mannschaft                | Sp | S  | U  | N  | Tore    | Punkte |
| 1.  | SC DHfK Leipzig (M)       | 14 | 11 | 01 | 02 | 272:202 | 23:05  |
| 2.  | BSG Motor Eisenach        | 14 | 11 | 0  | 03 | 251:240 | 22:06  |
| 3.  | SC Lok Leipzig            | 14 | 09 | 0  | 05 | 253:211 | 18:10  |
| 4.  | Motor Gohlis Nord Leipzig | 14 | 08 | 01 | 05 | 235:208 | 17:11  |
| 5.  | SG Dynamo Leipzig         | 14 | 05 | 02 | 07 | 201:228 | 12:16  |
| 6.  | BSG Lok Gera              | 14 | 06 | 0  | 08 | 240:269 | 12:16  |
| 7.  | Einheit Dresden Süd (N)   | 14 | 03 | 0  | 11 | 237:283 | 06:22  |
| 8.  | BSG Stahl Krauschwitz     | 14 | 01 | 0  | 13 | 205:253 | 02:26  |

| Pl. | Mannschaft           | Sp | S  | U  | N  | Tore    | Punkte |
| 1.  | ASK Vorwärts Berlin  | 14 | 11 | 0  | 03 | 307:212 | 22: 06 |
| 2.  | SG Dynamo Halle (N)  | 14 | 10 | 01 | 03 | 237:200 | 21: 07 |
| 3.  | SC Empor Rostock     | 14 | 10 | 0  | 04 | 237:219 | 20: 08 |
| 4.  | SC Dynamo Berlin     | 14 | 09 | 0  | 05 | 257:202 | 18:10  |
| 5.  | SC Aufbau Magdeburg  | 14 | 06 | 01 | 07 | 200:209 | 13:15  |
| 6.  | BSG Lok Magdeburg SO | 14 | 06 | 0  | 08 | 209:229 | 12:16  |
| 7.  | BSG Motor Rostock    | 14 | 02 | 0  | 12 | 175:273 | 04:24  |
| 8.  | BSG Lok Rangsdorf    | 14 | 01 | 0  | 13 | 186:275 | 02:26  |

### Endspiel (Männer – Halle)
SC DHfK Leipzig – ASK Vorwärts Berlin 19:18 (12:9)
(21. Februar 1960)
Beide Mannschaften begannen das Spiel mit hohem Tempo, ohne dass zunächst ein Team einen Vorteil erkämpfen konnte. Bei Leipzig brillierte die technische Eleganz, beim ASK stand der Kampf im Vordergrund. Nach 20 Minuten hatte sich das Spiel der DHfK durchgesetzt, die Leipziger hatten einen 10:6-Vorsprung herausgeschossen. Paul Tiedemann schwang sich zum überragenden Regisseur auf. In der zweiten Halbzeit gelang es der DHfK-Mannschaft ihre Führung noch weiter auszubauen, zwischenzeitlich vergrößerten sie ihren Vorsprung auf 14:9. Doch danach verloren die Männer um Paul Tiedemann plötzlich ihre Linie, leisteten sich mehrere Fehlwürfe. Die ASK-Spieler rissen das Spielgeschehen an sich, holten Treffer auf Treffer auf und erreichten mit Beginn der Schlussviertelstunde mit 16:16 den unerwarteten Ausgleich. Das war jedoch für die DHfK das Zeichen, sich wieder auf die eigenen Qualitäten zu besinnen. Sie nutzten die Zwei-Minuten-Strafe des ASK-Spielers Liedtke und zogen schnell wieder auf 18:16 davon. Noch aber gab sich die ASK-Mannschaft nicht geschlagen, in der letzten Spielnute kam sie noch einmal auf 18:19 heran. In der letzten Sekunde hatte Hebler noch die Chance zum Ausgleich, doch Leipzigs Torwart Fischer meisterte seinen Gewaltwurf und sicherte damit seiner Mannschaft den Titelgewinn.
| DHfK: Bodo Fischer – Otto Hölke (2), Hans-Gert Stein (1) – Siegfried Warm (5), Paul Tiedemann (3), Erwin Kaldarasch (2), Klaus Miesner (1), Reiner Leonhardt (4), Reinhardt Geißler (1) ASK: Gerhard Schulze (Nils Petersilg) – Herbert Liedtke, Waldemar Pappusch (3), Klaus Hebler (7), Gerhard Schmiele (2), Hans Haberhauffe (3), Manfred Krost (1), Reinhold Glandin (2), Siegfried Wandel, Klaus Müller |
| Schiedsrichter: Singer (Fraureuth), Zuschauer: 3.600 in der Dynamo-Halle, Ost-Berlin |

## Feldhandball (Männer)

### Punktspiele
| Pl. | Mannschaft            | Sp | S  | U | N  | Tore    | Punkte |
| 1.  | ASK Vorwärts Berlin   | 14 | 12 | 1 | 01 | 218:150 | 25:03  |
| 2.  | SC Dynamo Berlin      | 14 | 11 | 0 | 03 | 234:140 | 22:06  |
| 3.  | SC Empor Rostock      | 14 | 09 | 1 | 04 | 165:146 | 19:09  |
| 4.  | BSG Lok Magdeburg SO  | 14 | 06 | 2 | 06 | 166:182 | 14:14  |
| 5.  | SC Aufbau Magdeburg   | 14 | 06 | 1 | 07 | 195:178 | 13:15  |
| 6.  | BSG Stahl Calbe       | 14 | 05 | 0 | 09 | 164:219 | 10:18  |
| 7.  | BSG Stahl Frankleben  | 14 | 02 | 3 | 09 | 128:186 | 07:21  |
| 8.  | BSG Chemie Piesteritz | 14 | 01 | 0 | 13 | 142:211 | 02:26  |

| Pl. | Mannschaft            | Sp | S  | U | N  | Tore    | Punkte |
| 1.  | SC Lok Leipzig        | 14 | 11 | 0 | 03 | 221:157 | 22:06  |
| 2.  | SC DHfK Leipzig       | 14 | 10 | 0 | 04 | 220:179 | 20:08  |
| 3.  | BSG Motor Eisenach    | 14 | 09 | 1 | 04 | 187:152 | 19:09  |
| 4.  | BSG Stahl Krauschwitz | 14 | 09 | 1 | 04 | 196:179 | 19:09  |
| 5.  | SG Dynamo Halle       | 14 | 07 | 1 | 06 | 184:183 | 15:13  |
| 6.  | BSG Lok Gera          | 14 | 04 | 0 | 10 | 182:211 | 08:20  |
| 7.  | BSG Motor Gohlis Nord | 14 | 03 | 1 | 10 | 147:184 | 07:21  |
| 8.  | BSG Lok Dresden       | 14 | 01 | 0 | 13 | 134:226 | 02:26  |

### Endspiel (Männer – Feld)
ASK Vorwärts Berlin – SC Lok Leipzig 14:12 (7:7)
(25. September 1960)
Zu Beginn hatten die Männer des SC Lok spielerische Vorteile und lagen nach 12 Minuten mit 4:2 Toren in Front. In dieser Phase war Peter Kretzschmar der überragende Regisseur auf dem Platz. Dagegen hatte der ASK Abwehrschwierigkeiten und nach vorne wurde der Ball zu lange gehalten. Erst nach einer Viertelstunde hatten sich die Männer um Waldemar Pappusch gefangen, brachten Ruhe in die eigenen Reihen. In der 17. Minute erreichte der ASK durch Klaus Hebler erstmals den Ausgleich zum 4:4. Bis zum Ende der 1. Halbzeit forcierten beide Mannschaften das Tempo, und mit zunehmender Spieldauer setzte sich die Routine des ASK Vorwärts durch. Zur Pause blieb es beim unentschiedenen Spielstand. Im 2. Spielabschnitt wogte das Geschehen zunächst hin und her, keiner Mannschaft gelang es, sich abzusetzen. Erst in der 41. Minute gelang es dem ASK, zum ersten Mal mit 11:9 einen 2-Tore-Vorsprung herauszuwerfen. Zwar konnten die Leipziger noch zweimal auf 10:11 und 12:13 verkürzen, doch in den letzten fünf Minuten zog der ASK wieder mit zwei Toren davon und stellte schließlich den 14:12-Endstand sicher.
| ASK: Schulze (Jürgen Häckel) – Herbert Liedtke, Ziegenhagen – Glandin, Manfred Krost, Waldemar Pappusch (1) – Wandel, Klaus Hebler (7), Müller (1), Domschke (3), Hans Haberhauffe (2) SC Lok: Weide – Funke, Neuenhagen – Zschernitz (1), Seifert, Günter Herzog (1) – Pauls (5), Zander (1), Peter Kretzschmar (1), Dröge, Nist (2) – (Palitzsch (1)) |
| Schiedsrichter: Schoof (Magdeburg), Zuschauer: 5.000 |

## Hallenhandball (Frauen)

### Teilnehmerfeld
Staffel I 

SC Einheit Dresden, BSG Lok Erfurt, SC DHfK Leipzig, BSG Fortschritt Oberlungwitz, BSG Motor Weimar, SC Fortschritt Weißenfels, BSG Chemie Zeitz, BSG Aktivist Karl Marx Zwickau
Staffel II 

BSG Rotation Babelsberg, BSG BV Berlin, SC Rotation Berlin, BSG ZAB Dessau, BSG Post Halberstadt, SC Lok Leipzig, BSG Lok Rangsdorf, SC Empor Rostock

### Endspiel (Frauen – Halle)
BSG Chemie Zeitz – BSG Lok Rangsdorf

## Feldhandball (Frauen)

### Teilnehmerfeld
Staffel I 

SC Rotation Berlin, BSG ZAB Dessau, BSG Motor Frankfurt/O., BSG Post Halberstadt, BSG Lok Rangsdorf, SC Empor Rostock, BSG Motor Wismar, BSG Chemie Zeitz
Staffel II 

SC Einheit Dresden, SC DHfK Leipzig, SC Lok Leipzig, BSG Stahl LES Leipzig, BSG Fortschritt Oberlungwitz, BSG Motor Weimar, SC Fortschritt Weißenfels

### Endspiel (Frauen – Feld)
SC Fortschritt Weißenfels – SC Empor Rostock 6:1
(25. September 1960)
| SC Fortschritt: M. Maudrich – Reinhardt, Geppert, Kühn, Baumert, Brandt, Inge Schanding (4), Herden, Quarg (1), I. Maudrich, Jahn (1) – (Bachmann) SC Empor: Jockenhöfer – Abramowski, Kröger, Burmeister, Bergmann, Tessenow, Witt, Nelting, Jokisch, Schulz (1), Lemke |
| Schiedsrichter: Mittendorf (Magdeburg), Zuschauer: 3.500 |